# Сен-Кастен
Сен-Касте́н (фр. Saint-Castin) — коммуна во Франции, находится в регионе Аквитания. Департамент — Атлантические Пиренеи. Входит в состав кантона Пе-де-Морлаас и дю Монтанерес. Округ коммуны — По.
Код INSEE коммуны — 64472.

## География

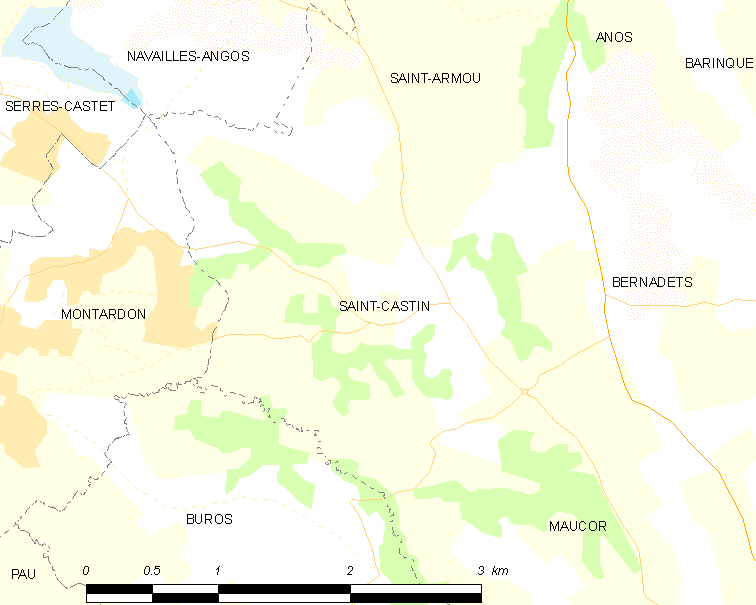
Карта коммуны

Коммуна расположена приблизительно в 650 км к югу от Парижа, в 165 км южнее Бордо, в 10 км к северо-востоку от По.

### Климат
Климат тёплый океанический. Зима мягкая, средняя температура января — от +5°С до +13°С, температуры ниже −10 °C бывают редко. Снег выпадает около 15 дней в году с ноября по апрель. Максимальная температура летом порядка 20-30 °C, выше 35 °C бывает очень редко. Количество осадков высокое, порядка 1100 мм в год. Характерна безветренная погода, сильные ветры очень редки.

## Население
Население коммуны на 2010 год составляло 800 человек.
| 1962 | 1968 | 1975 | 1982 | 1990 | 1999 | 2010 |
| ---- | ---- | ---- | ---- | ---- | ---- | ---- |
| 212  | 226  | 283  | 488  | 736  | 736  | 800  |

## Администрация
| Период | Период | Фамилия     | Партия | Примечания |
| ------ | ------ | ----------- | ------ | ---------- |
| 1995   | 2020   | Артюр Фензи |        |            |

## Экономика
В 2010 году среди 568 человек трудоспособного возраста (15-64 лет) 437 были экономически активными, 131 — неактивными (показатель активности — 76,9 %, в 1999 году было 70,2 %). Из 437 активных жителей работали 405 человек (220 мужчин и 185 женщин), безработных было 32 (12 мужчин и 20 женщин). Среди 131 неактивных 44 человека были учениками или студентами, 54 — пенсионерами, 33 были неактивными по другим причинам.

## Достопримечательности
- Церковь Св. Иоанна Крестителя (XIX век)[4]
- Замок Пеллизаа (XVIII век)[5]

## Фотогалерея

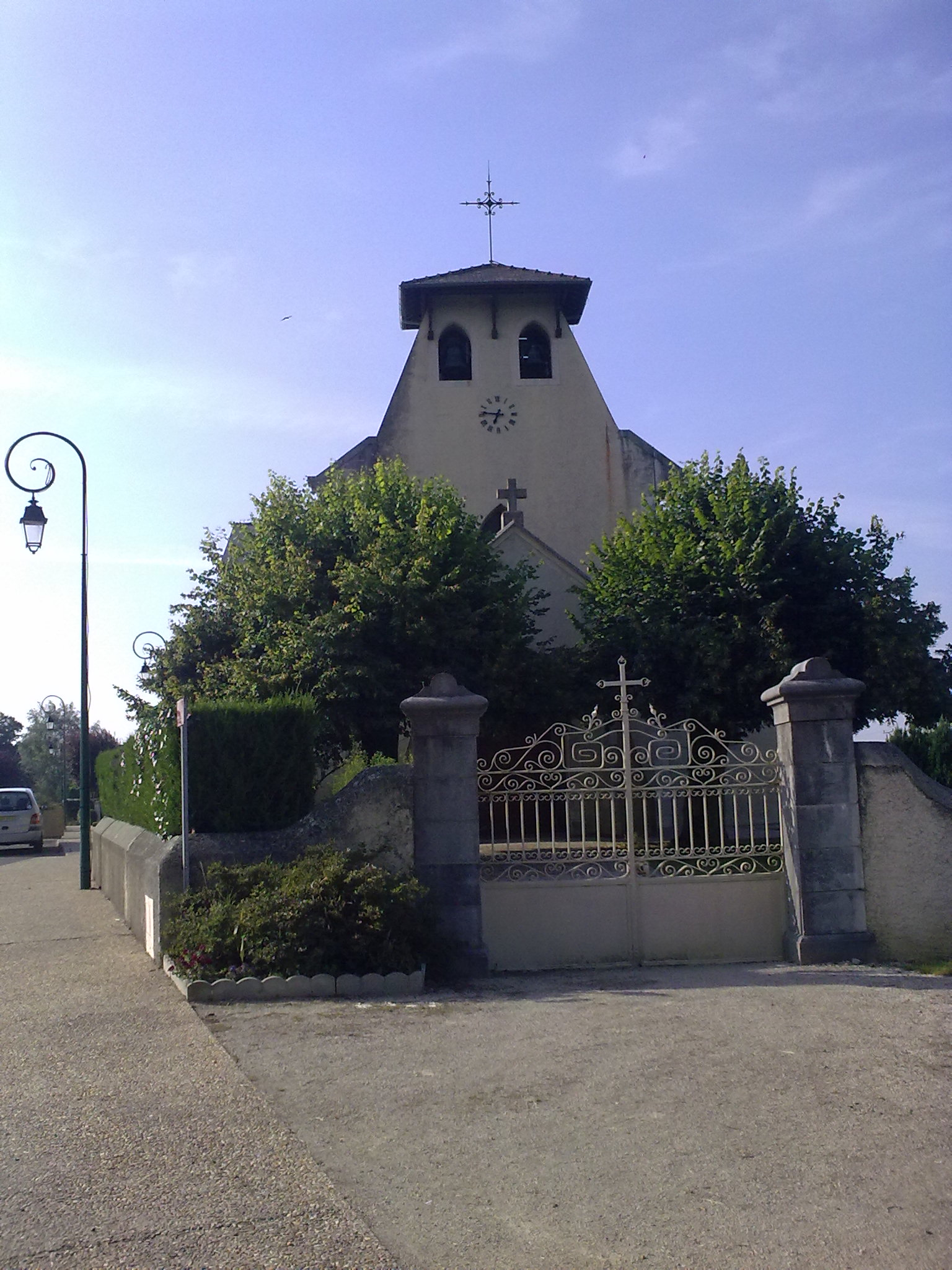
Церковь Св. Иоанна Крестителя
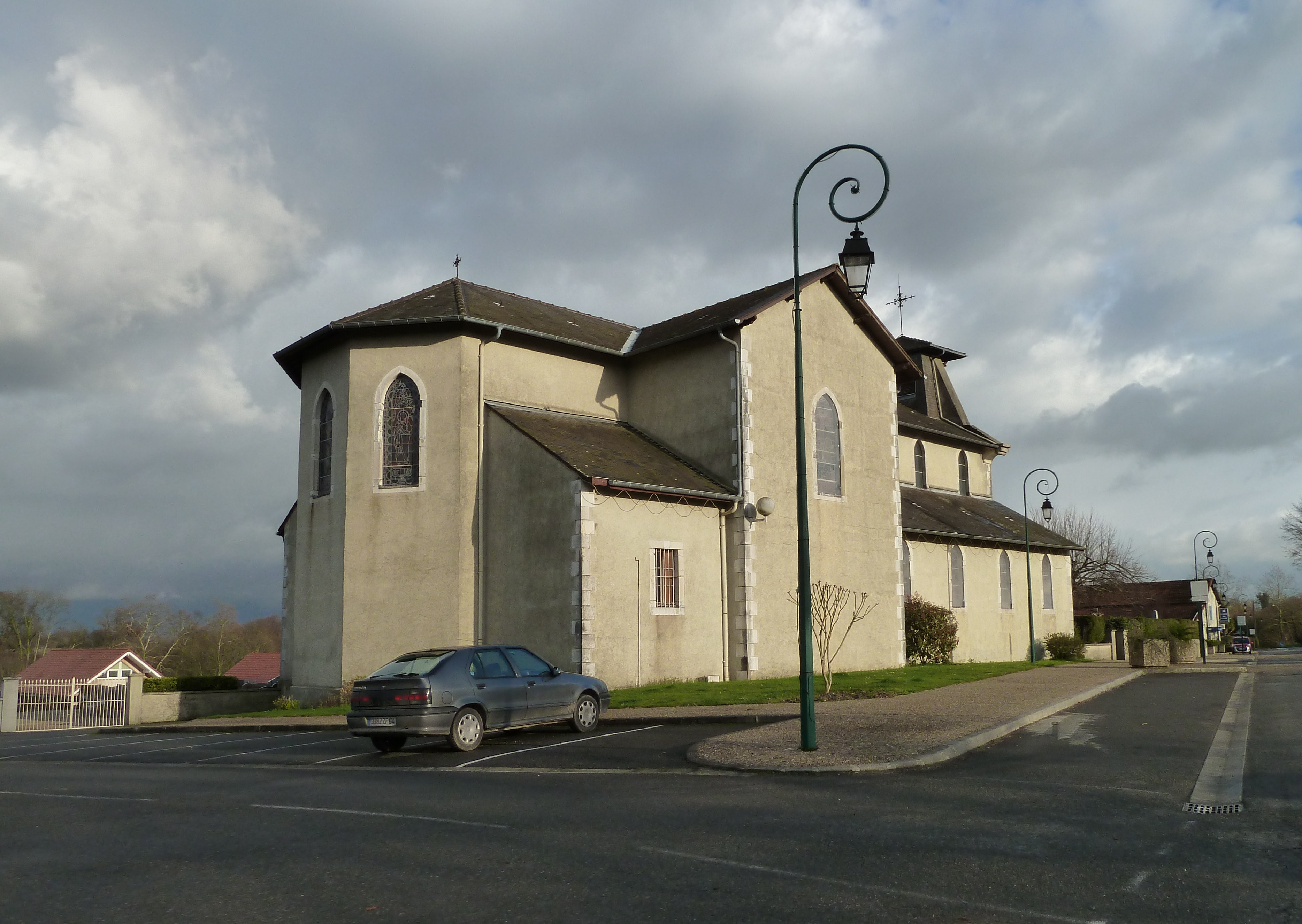
Церковь Св. Иоанна Крестителя
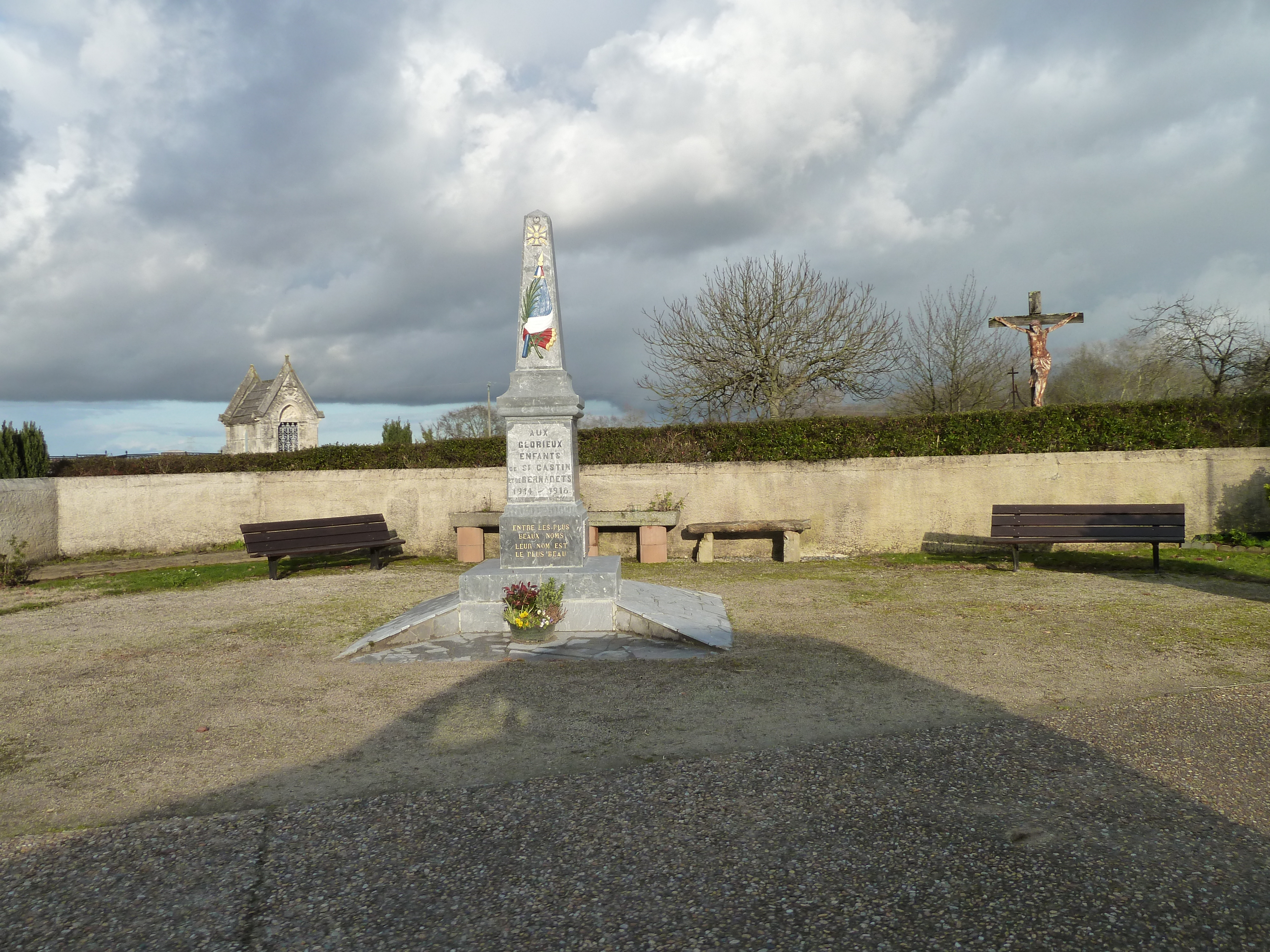
Военный мемориал